# Lougheed Island
Lougheed Island är en ö i Kanada.   Den ligger i territoriet Nunavut, i den norra delen av landet, 3 800 km nordväst om huvudstaden Ottawa. Ön har en yta på 1 308 km² Ön är den största ön i ögruppen Findlay Group.
Terrängen på Lougheed Island är platt. Öns högsta punkt är 124 meter över havet. Den sträcker sig 72,7 kilometer i nord-sydlig riktning, och 42,6 kilometer i öst-västlig riktning.
Trakten runt Lougheed Island består i huvudsak av gräsmarker. Trakten runt Lougheed Island är nära nog obefolkad, med mindre än två invånare per kvadratkilometer.